# Psychotria carronis
Psychotria carronis là một loài thực vật có hoa trong họ Thiến thảo. Loài này được C.Moore & F.Muell. miêu tả khoa học đầu tiên năm 1869.